# Sphaerium striatinum
Sphaerium striatinum är en musselart som först beskrevs av Jean-Baptiste Lamarck 1818.  Sphaerium striatinum ingår i släktet Sphaerium och familjen ärtmusslor. Inga underarter finns listade i Catalogue of Life.